# 英雄城市 (遊戲)
《英雄城市》（又译作）是一款大型多人線上角色扮演遊戲，背景基於超級英雄漫畫書，由Cryptic Studios開發，NCsoft發行。於2004年4月27日在北美發行，在2005年2月4日由NCsoft Europe在歐洲發行，有英語、德語和法語的伺服器。
2005年10月31日推出了第一個續作反派城市（City of Villains，縮寫CoV），讓玩家可以扮演超級惡人，這遊戲被開發者稱為「擴展主程式」（將擴展包和主程式兩個名詞結合），即是獨立資料片，不需要先安裝英雄城市就可以玩。但如果安裝了兩個遊戲，這片遊戲的內容可以透過開啟城市英雄來遊玩。2008年7月16日，NCsoft將兩款遊戲的內容合併在一起。因此擁有城市英雄的玩家現在也可以玩到城市反派的內容。
2007年11月6日，NCsoft宣布他們買下了CoH和CoV的智慧財產權並將工作團隊從Cryptic Studios轉移到位於加州山景城的新地點繼續開發遊戲。開發者在2009年4月14日變為Paragon Studios。這使得英雄城市於2009年4月22日起和其他NCsoft所發行的遊戲一樣可以在Steam上下載。
2008年10月30日，NCsoft宣布為了將城市英雄引入Mac OS X作業系統，開始與TransGaming Technologies的合夥。2009年5月11日宣布擴展包：英雄城市：進行盜賊（City of Heroes: Going Rogue）將要發行。進行盜賊在2010年8月17日發行，預先購買者可以在8月16日玩到。
2011年6月20日，模範工作室宣布遊戲要改成一種混和訂購模式，稱作英雄城市：自由（City of Heroes: Freedom），增加了免費玩模式和特別模式，特別模式是給之前就購買過遊戲的玩家（稱作高級玩家）和現在購買成VIP的玩家所享有的，能夠使用之後遊戲更新後的所有內容。
2012年9月1日，宣布因為NC Soft集中在公司重整，決定關閉Paragon Studios，並且在2012年11月30日終止《City of Heroes》的營運
游戏付费方式采用包月制。